# Батинская битва (1944)
Батинская битва (сербохорв. Батинска битка/Batinska bitka), также Батинская операция — совместные наступательные действия 57-й армии 3-го Украинского фронта Красной Армии и 51-й Воеводинской дивизии 12-го Воеводинского корпуса НОАЮ против немецкого 68-го армейского корпуса 2-й танковой армии группы армий «Ф» и частей венгерской 2-й армии (c 13 ноября 3-й армии) в период с 7 по 29 ноября 1944 года. Происходила после форсирования советско-югославскими войсками реки Дунай с целью захвата плацдармов в районе хорватского села Батина и к западу от населённого пункта Апатин. Батинская битва была этапом Апатин-Капошварской операции и стала самым крупным сражением Второй мировой войны на территории Югославии. Завершилась созданием на правом берегу Дуная оперативного плацдарма, с которого можно было развивать наступление в направлении озера Балатон и города Секешфехервар, что впоследствии открыло возможность окружения и взятия Будапешта во взаимодействии с войсками 2-го Украинского фронта. По итогам битвы 32 военнослужащим Красной армии присвоено звание Героя Советского Союза.
По заключению историка Гая Трифковича, для новосформированной 51-й Воеводинской дивизии «битва стала кошмарным боевым крещением», в ходе которого она потеряла около 2500 человек, почти половина из которых были убиты.

## Предыстория

### Действия советско-югославских войск
Во второй половине октября 1944 года 40-я гвардейская стрелковая дивизия 31-го гвардейского стрелкового корпуса 2-го Украинского фронта заняла участок левого берега Дуная от Байи до Рацалмаша. В то же время части 3-го Украинского фронта после разгрома группировки немецких войск в Сербии в ходе Белградской операции начали перегруппировку своих основных сил с белградского на северо-западное направление и вывод 57-й армии в район Сомбора для последующего наступления на запад долиной реки Драва, чтобы вбить клин между германскими группами армий «Юг» и «Ф». Практически не встретив сопротивления, советские войска и части НОАЮ к концу октября 1944 года освободили Бачку и вышли к Дунаю в районе между устьем Дравы и городом Байя. 
29 октября 1944 года 2-й Украинский фронт перешёл в наступление на Будапешт, однако 5—6 ноября продвижение советских соединений было приостановлено немецкими и венгерскими войсками. В этих условиях Генеральный штаб РККА решил расширить фронт наступления на Будапешт и овладеть им в результате окружения с севера и юга силами 2-го и 3-го Украинских фронтов. 7—8 ноября командующий 3-м Украинским фронтом маршал Толбухин принял участие в совещании в Ставке Верховного Главнокомандования по подведению итогов 1944 года и обсуждению замысла военной кампании 1945 года, где ему было поручено отработать предложения по проведению наступления с целью окружения и уничтожения будапештской группировки противника во взаимодействии с силами 2-го Украинского фронта. Для того, чтобы развернуть такое наступление, необходимо было сходу форсировать Дунай в период, когда главное внимание и силы немцев были прикованы к району Будапешта. В это время 75-й стрелковый корпус из состава 57-й армии занимал оборону по левому берегу Дуная от города Бачка-Паланка в Югославии до города Байя в Венгрии на фронте до 130 км. Сюда же прибыли 7-я, 8-я и 12-я Воеводинские бригады из недавно сформированной 51-й дивизии НОАЮ. 8-я и 12-я Воеводинские бригады занимали оборону по Дунаю на участке населённых пунктов Чока и Бездан. 7-я бригада находилась в Сомборе.

### Действия немецко-венгерских войск
На противоположном берегу Дуная простиралась территория Венгрии и хорватской Бараньи, которую обороняли немецко-венгерские войска групп армий «Юг» и «Ф». Немцы осуществляли прямое командование всеми венгерскими соединениями. Южный фланг группы «Юг» от города Байя до устья Дравы составляли слабые венгерские части, состоящие из остатков разбитой 2-й армии. Командование группы армий «Юг» считало их непригодными для выполнения серьёзных боевых задач и стремилось укрепить немецкими воинскими частями. Однако его запросы об усилении группы личным составом и вооружением были отклонены из-за планируемого Гитлером наступления в Арденнах. На стыке со 2-й венгерской армией южнее устья Дравы располагались части германской 2-й танковой армии группы армий «Ф». Командование группы после падения Белграда предпринимало срочные меры по организации обороны по берегу Дуная и в Среме ограниченными силами 2-й танковой армии и разбитой армейской группы «Сербия». При этом наиболее остро стояла задача установления соединения её левого фланга с правым флангом группы армий «Юг». Так как части НОАЮ и Красной армии медленно преследовали отступающие из Сербии немецкие войска, последним в короткое время удалось создать новый фронт на линии Дунай — Сава — Дрина. Дальнейшие перспективы укрепления фронта группы армий «Ф» зависели от сроков подхода подчинённых ей соединений и частей группы армий «Е», рассредоточенных в это время на большом пространстве на путях отступления из Греции в Македонии, на юге Сербии и в Черногории. 24 октября немецкая оборона по правому берегу Дуная была разделена между группами армий «Юг» и «Ф» на две зоны ответственности. Линию обороны от города Рацалмаш до Батины обеспечивал 2-й армейский корпус 2-й венгерской армией в составе 1-й речной бригады и 23-й пехотной резервной дивизии. Сектор от Батины до устья Дравы был отдан группе армий «Ф». Перед лицом непосредственной угрозы советского наступления на запад немецкое командование было преисполнено решимости не сдавать без боя Дунайский рубеж — последнее крупное естественное препятствие перед озером Балатон.

## Приготовление к сражению у Батины и Апатина и силы сторон

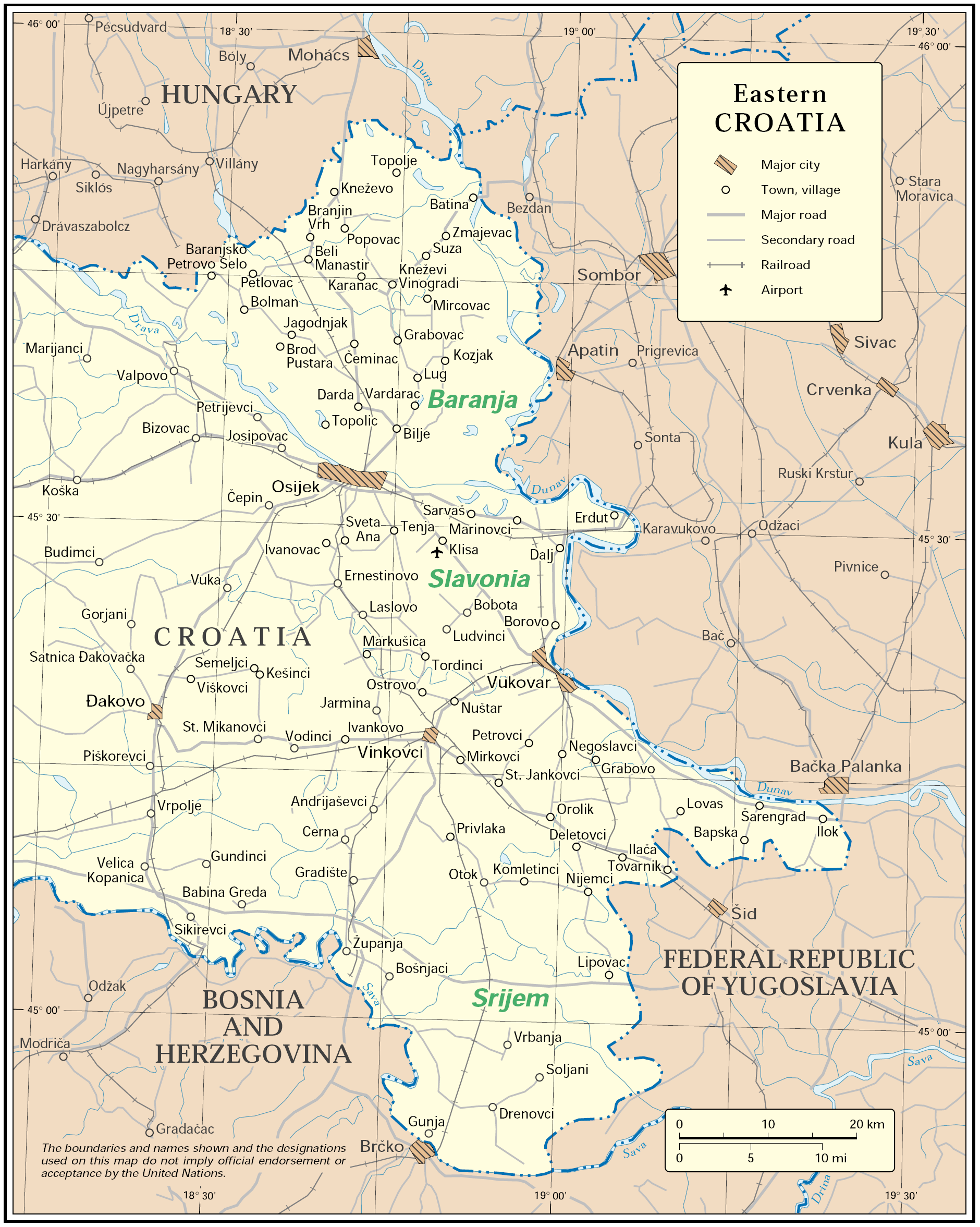
Восточная Хорватия

### Советские войска
Перегруппировка и сосредоточение войск 57-й армии в канун операции проходили в очень сложных условиях из-за ограниченной пропускной способности дорог и переправ через Дунай и Тису. Грунтовые пути, раскисшие от дождей, были непроходимы для автотранспорта. Ко всему этому добавлялась необходимость передвижения преимущественно в ночное время. Это все удлиняло сроки сосредоточения соединений армии в заданном районе.
Чтобы ввести немцев в заблуждение и скрыть концентрацию советских войск, командование 3-го Украинского фронта и ГШ НОАиПО Воеводины расположили части 51-й Воеводинской дивизии по всему участку левого берега Дуная от Мохача до устья Дравы. C целью дезинформирования противника части 75-го стрелкового корпуса и 51-й дивизии предприняли интенсивные и экстенсивные меры маскировки и ложные демонстративные приготовления. Так, 8-я Воеводинская бригада имитировала подготовку переправы у Мохача, а её кавалерийский эскадрон проводил демонстративные передвижения в районе байского треугольника. Демонстративные отвлекающие меры проводились также вблизи Апатина.
Форсирование Дуная планировалось осуществить силами 75-го стрелкового корпуса сходу, без планомерной подготовки и до подхода основных сил 57-й армии. К началу форсирования Дуная и боёв за плацдармы 57-я армия не имела приданных переправочных средств, а в инженерных частях насчитывалось всего 6—8 десантных лодок. Для форсирования могли быть использованы лишь найденные на реке средства. Это значительно затрудняло задачу переправы войск, в первую очередь боевой техники.

### Немецко-венгерские войска
С учётом уязвимости обороны на стыке двух групп армий, 26 октября командование группы армий «Юг» отозвало с подготовки не завершившую процесс обучения и недовооружённую 31-ю добровольческую дивизию СС и перебросило её в район Батины в сектор Дунасекчё — Мохач — Удвар — Батина — Змаевац. Дивизии были приданы несколько венгерских подразделений и 1-я татарская горнопехотная бригада СС (сведений об участии бригады в боевых действиях не имеется). Из этих сил была создана боевая группа (БГ) «Ломбард». Граница её позиций совпадала с граничной точкой группы армий «Юг» и пролегала южнее Змаеваца и Кнежеви-Виногради. Слева, севернее Батасека, располагалась венгерская 1-я речная бригада. Спустя несколько дней, 4 ноября, боевой группе «Ломбард» был подчинён 44-й пехотный резервный полк. Линия обороны БГ «Ломбард» составляла более 60 км и по состоянию на 4 ноября обеспечивалась 12 батальонами, из которых 8 были из 31-й дивизии СС, а 4 — из 44-го резервного полка.
Командование группы армий «Ф» опасалось наступления Красной армии через Дунай и Драву в направлении Загреба, что отрезало бы почти все немецкие войска на Юго-Востоке от основных сил вермахта. Организация обороны угрожаемого участка на стыке флангов двух групп армий была поручена эвакуированному из Греции штабу 68-го армейского корпуса, которому 27 октября были подчинены части расформированной армейской группы «Сербия», в том числе подразделения дивизии «Бранденбург» и 92-я моторизованная бригада. Задача обороны правого берега Дуная от устья Дравы до Кнежеви-Виногради была возложена на боевую группу дивизии «Бранденбург». В её состав также были включены венгерские 54-й пограничный батальон, 1-й речной батальон, несколько меньших подразделений и две артиллерийские батареи. 29 октября штаб группы армий «Ф» был переведен в Загреб, так как командование не надеялось, что линию фронта в Среме удастся удержать длительное время. Вместе с тем группе армий «Е» был отдан приказ направлять все прибывающие из Греции силы в район Дравы на укрепление обороны северных и северо-западных рубежей Хорватии.
4 ноября 1944 года отдел генштаба Верховного командования сухопутных войск «Иностранные армии Востока» (нем. Fremde Heere Ost) докладывал, что в рамках обеспечения юго-западного фланга операции 2-го Украинского фронта в Венгрии советские войска вероятно ограничатся действием сравнительно слабых сил, преимущественно бандформирований (нем. Banden, так в штабных документах немцы называли войска НОАЮ), в то время как основные силы советских соединений из Срема и Бачки будут наступать по обе стороны Дравы в общем северо-западном направлении в район между озером Балатон и рекой Драва. О намерениях советских войск форсировать Дунай на участке от Байя до устья Дравы знали в штабе группы армий «Юг» не позднее 4 ноября. Командующий группой генерал-полковник Фриснер информировал 5 ноября «лидера нации» и премьер-министра Венгрии Салаши о надвигающейся опасности и приказал командующему 4-м Воздушным флотом генерал-полковнику Десслоху усилить воздушную разведку в районе устья Дравы. Согласно изменённому порядку командования, руководство обороной береговой линии на участке от Пакша до Батины включительно было возложено на 2-й венгерский армейский корпус, а тылового района — на 4-й корпус 2-й армии. Соответственно, 5 ноября 31-я дивизия СС была подчинена командованию 2-го венгерского армейского корпуса. Существование угрозы для стыка двух групп армий разделяли и в ставке Гитлера. С учётом этого вечером 6 ноября был отдан приказ о передислокации с итальянского фронта на угрожаемый участок 44-й рейхсгренадерской дивизии Гроссмейстера Немецкого ордена.
Оборона у Апатина и Батины была полевого типа, устроенная на большую глубину. Переднюю полосу составляли три линии траншей, удалённых одна от другой на дальность ружейно-пулемётного огня и опорные пункты, устроенные на тактическую глубину и оборудованные для круговой обороны. Эти укрепления дополняли минные поля и противотанковые рвы. Согласно советским данным, силы оборонительного рубежа включали более 60 батальонов с общей численностью около 25 тысяч человек, до 25 артиллерийских батарей разных калибров, 14 миномётных групп и до 30 САУ и бронетранспортёров. Вместе с тем западные источники отмечают недостаточность немецко-венгерских сил 68-го армейского корпуса вермахта и 2-го венгерского армейского корпуса для решения задач обороны Дуная на участке ожидаемого наступления 57-й армии. По данным Рудольфа Пенца, с 29 октября по 6 ноября 1944 года положение обороны Дуная изменилось мало. В первые дни ноября венгерская 23-я резервная дивизия заняла сектор Пакш — Дунафёльдвар, а венгерская 10-я пехотная дивизия — сектор Дунафёльдвар — Рацалмаш. На фронт 1-й речной бригады и 31-й дивизии СС значительные подкрепления не поступали.
Хотя в немецких разведывательных донесениях название села Батина до 9 ноября не упоминается, этот населённый пункт был превращён в укреплённый узел, обороняемый тремя ротами из состава 2-го батальона 78-го пехотного полка СС и 1-го батальона 80 пехотного полка СС, а также венгерскими 16-м пограничным егерским и 117-м полицейским батальонами. Историк А. Ю. Тимофеев так описывает район боевых действий и рубеж, который предстояло атаковать советским и югославским бойцам:

На самом берегу реки находилась разветвлённая сеть окопов, пулемётных гнёзд и позиций для полевой артиллерии. Колючая проволока, минные поля и другие инженерные средства были использованы для того, чтобы усилить прибрежный пояс обороны. На скатах Беломанастирской гряды над селом Батина проходила вторая линия обороны, а третья шла по гребню Беломанастирской гряды. Ключевыми опорными пунктами обороны были оборудованные огневые позиции в районе господствующих высот (169, 205, 206 и 209) и на железнодорожной станции Батина. Дунай в районе Батины имеет ширину около 500 метров, а дополнительной проблемой при форсировании было то, что левая (сербская) сторона не только равнинная, но и болотистая, что существенно уменьшает проходимость войск. Из-за обильных дождей движение обозов и техники вне единственной дороги, ведущей из ближайшего транспортного узла в районе Сомбор — Бездан, было практически невозможно. А эта дорога находилась в зоне прямой видимости (и обстрела) для батарей противника, размещённых на склонах Беломанастирской гряды, из-за чего, безопасное движение по этой дороге было возможно лишь в тёмное время суток.

## Разведка боем и захват плацдармов у Апатина и Батины 7—9 ноября
7 и 9 ноября по инициативе младших командиров и в соответствии с указанием штаба 57-й армии стрелковые роты 74-й и 233-й стрелковых дивизий (сд) 75-го стрелкового корпуса провели без артиллерийской подготовки разведку боем и захватили небольшие плацдармы на правом берегу Дуная у Апатина и села Батина.
Ночью с 6 на 7 ноября две роты 360-го полка 74-й стрелковой дивизии форсировали Дунай на направлении западнее Апатина и, выбив группу немцев с занимаемых позиций, захватили плацдарм. В течение дня и ночи сюда переправились ещё два батальона, расширившие захваченный плацдарм до 2,5 км. В эту же ночь два батальона 109-го стрелкового полка 74-й дивизии форсировали Дунай в 4 км северо-западнее Апатина и захватили плацдарм по фронту длиной 2 км и 1,5 кв в глубину. Немцы немедленно бросили против десанта два усиленных батальона из состава дивизии «Бранденбург», но их контратаки в течение 8 ноября, как и в следующие два дня были безуспешными. Ввиду этого, сюда были переброшены подкрепления: 92-я моторизованная гренадерская бригада и 3-й дивизион 668-го артиллерийского полка из состава артгруппы «Шнель» (сербохорв. Šnel) со Сремского фронта, а вскоре и 13-й разведбатальон из состава дивизии СС «Ханджар», подошедший из Восточной Боснии.
Первые попытки 223-й стрелковой дивизии форсировать Дунай в районе Батины в пасмурную ночь 8 ноября закончились неудачей. 1-ю роту 703-го полка, переправлявшуюся на деревянных весельных лодках по 12 человек в каждой, немцы уничтожили артиллерийским огнём на середине реки. Следующая за ней 2-я рота достигла берега, но погибла в скоротечном огневом бою. В ночь с 9 на 10 ноября на другую сторону Дуная двинулась 3-я рота 703-го полка во главе с 21-летним командиром, капитаном Сергеем Никитовичем Решетовым. Вот его воспоминания в изложении историка А. Ю. Тимофеева:

«Подготовка началась вечером. Кое-как удалось собрать 10 рыбацких лодок, и для десанта был сформирован отряд в 100 человек, собранных из остатков всего батальона… Каждый из десантников старался взять по 5-6 гранат, по несколько снаряженных автоматных дисков и пулемётных лент. Ящики с боезапасом укладывали в лодки. От ненужных личных вещей старались избавиться. Кое-кто потихоньку разматывал и бросал в сторону портянки, чтобы легче было сбросить сапоги при случае, если окажешься в
воде… Около часа ночи 10 ноября десять лодок с десантом бесшумно отошли от берега… Едва лодки достигли середины реки, как её поверхность осветило множество ракет. И в тот же миг вокруг лодок от разрывов вражеских снарядов и мин вскипела вода… Две лодки, на одной из которых находился и я, удачно миновав стремнину реки, быстро приближались к берегу противника… Десантники, выскочив на берег и попав под сильный огонь противника, залегли на склоне… В темноте мы почувствовали под собой тела убитых людей. Стало ясно, что попали точно на то место, где накануне высадились наши товарищи и здесь же, у среза воды они все погибли … Совсем рядом, всего в нескольких шагах, наверху дамбы виднелась траншея. Там был противник. Забросав траншею гранатами, с возгласами „Вперед! Ура!“ да с крепким русским матом мы дружно поднялись, вскарабкались на ту дамбу и сразу оказались в траншее… Немцы… стали отходить по траншее вправо и влево… В наших руках в результате оказались четыре домика, стоящие сразу за дамбой, и траншея метров в сто. Наступило небольшое затишье. Воспользовавшись им, подсчитали свои силы. Остались 16 человек. А около 6 часов утра… две лодки благополучно приткнулись к берегу и… с ними 17 бойцов из 7-й бригады НОАЮ… мы вместе с югославами бросились вперед… В наших руках оказалась прибрежная полоса, длиной около 120 метров и глубиной в 35—40 метров, вместе с 12 домиками, отбитыми у противника. На этом рубеже мы начали энергично окапываться… В течение дня нам пришлось отбить около 10 атак… по условному сигналу ракеты, выпущенной в сторону противника, наши артиллеристы… немедленно открывали огонь. Несколько раз… давали залпы… катюши… День был на исходе, и нужно было продержаться до вечера — тогда под прикрытием темноты могли подойти и подкрепления наших сил… вдруг прямо из устья канала, расположенного против нас, выскочил катер, да ещё с лодкой на буксире… Около 40 человек… высадились на берег и с ходу бросились в атаку. Был отвоеван еще кусок плацдарма… С наступлением темноты саперам удалось навести понтонный мост. На плацдарм переправились наш 703-й стрелковый полк, другие полки и подразделения дивизии, а также 7-я и 12-я бригады НОAЮ… В ночном бою противник был выбит из села, и мы вышли на высоты…
Бои на плацдарме всегда отличаются особой ожесточенностью… Противник пытался, чего бы то ни стоило, вернуть потерянные позиции. Из глубины тылов немцы перебрасывали все новые силы и при поддержке танков и самоходных орудий пытались сбросить нас в Дунай. А 233-я стрелковая дивизия вместе с бригадами НОАЮ словно вросла в этот пятачок… В лице югославских бойцов там, на плацдарме мы обрели верных боевых друзей. Вот если в окопе находился хотя бы один советский солдат, то не было случая, чтобы этот окоп или рубеж покинули югославские бойцы. В темноте, не видя их лиц, я развёл их на исходный рубеж для атаки…»

Захват плацдармов на правом берегу Дуная дал возможность командованию 3-го Украинского фронта отработать и передать 12 ноября в Ставку Верховного Главнокомандования план участия основных сил фронта в окружении и уничтожении Будапештской группировки противника.

## Замысел операции и силы сторон

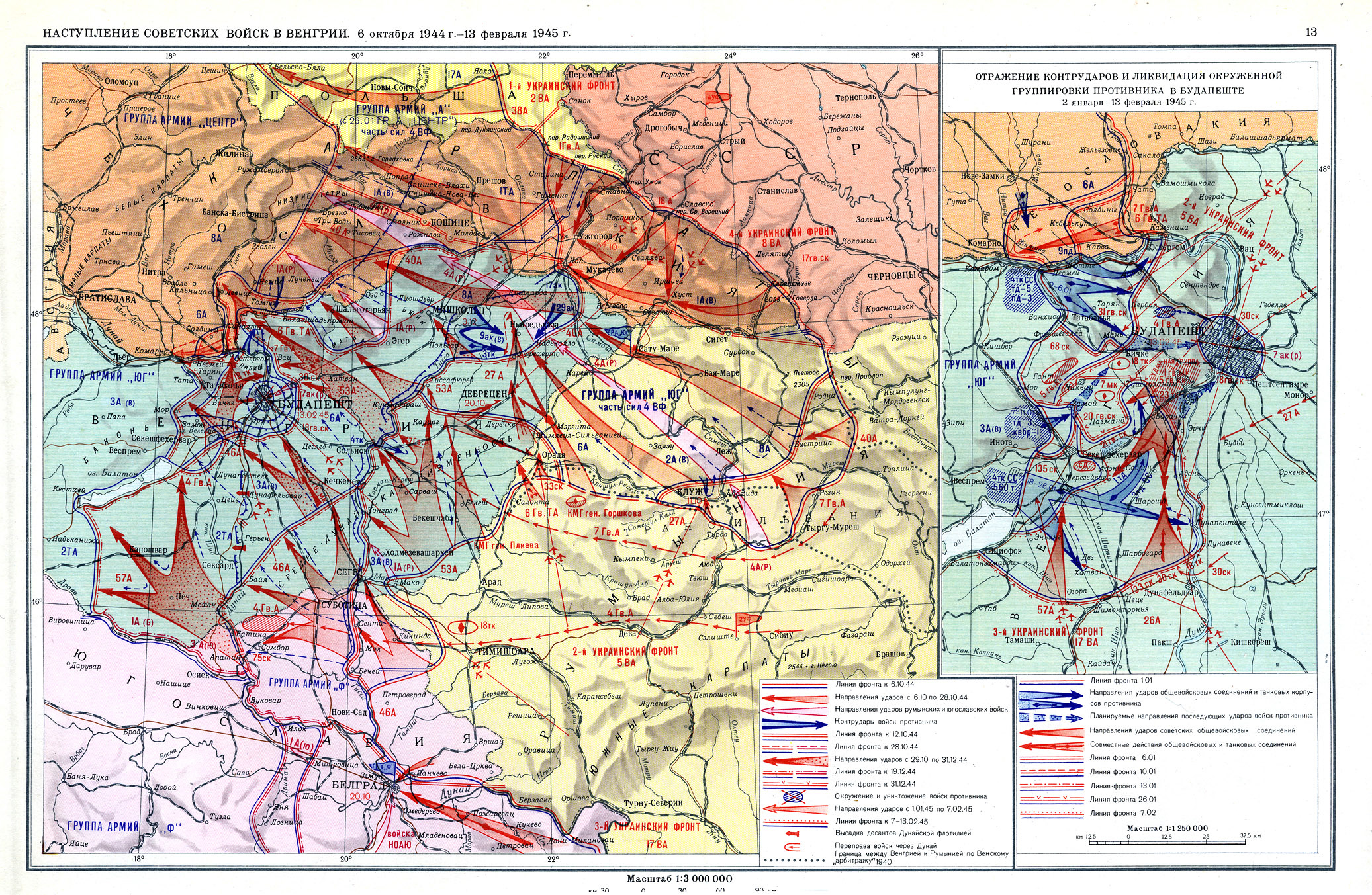
Наступление советских войск в Югославии и Венгррии, 6 октября 1944 — 18 февраля 1945 годов

План командования 3-го Украинского фронта предусматривал форсирование Дуная в районе Апатина, Батины и Вуковара. Основной удар предстояло нанести в районе села Батина, расположенного на правой (хорватской) стороне Дуная у подножия Беломанастирской гряды, за которой открывался выход на широкую равнину, простирающуюся вплоть до озера Балатон. Согласно плану, 75-й стрелковый корпус 57-й армии форсировал Дунай главными силами у села Батина и вспомогательными напротив города Апатин. Левый фланг корпуса южнее Апатина обеспечивала 299-я стрелковая дивизия, правый, севернее села Бездан — 734-й стрелковый полк 233-й стрелковой дивизии и 8-я бригада 51-й Воеводинской дивизии. Части первого эшелона должны были форсировать Дунай, захватить плацдармы и развивая наступление, после соединения Батинского и Апатинского плацдармов, овладеть к 15 ноября линией Тополе — Кнежеви-Виногради — Беле. После этого в наступление надлежало ввести части второго эшелона. С выходом на линию Батасек — Херцег-Тетеш — Болман планировалось ввести в борьбу 6-й гвардейский корпус и 32-ю гвардейскую механизированную бригаду, которые должны были развить наступления в направлении на Печ и Надьканижу. Этим обеспечивались условия для наступления 4-й гвардейской армии с Батинского плацдарма на Секешфехервар с целью последующего окружения Будапешта с юго-западного направления.
Практические вопросы взаимодействия советских и югославских войск в операции, а также задачи частей НОАЮ были согласованы на совещании в штабе командующего 3-м Украинским фронтом маршала Ф. И. Толбухина в Србобране, в котором приняли участие командующий Главного штаба народно-освободительной армии и партизанских отрядов (ГШ НОАиПО) Воеводины генерал-лейтенант Коста Надь и командир 1-го Пролетарского корпуса Пеко Дапчевич.
На основном участке напротив Батины форсировать Дунай предстояло советским 233-й и 73-й гвардейской дивизиям, а также двум бригадам 51-й Воеводинской дивизии. Их задачей было занять Батину и расширить плацдарм в направлении сёл Драж и Змаевац. 236-я стрелковая дивизия вместе с 8-й Воеводинской бригадой форсировали Дунай на участке против села Златна-Греда с задачей захватить и расширить плацдарм в направлении села Змаевац. На вспомогательном направлении, у Апатина, реку форсировала 74-я стрелковая дивизия. Планирование и постановка задач югославским частям и подразделениям, задействованным в операции, осуществлялись штабами советских дивизий, с которыми они взаимодействовали.
С советской стороны в операции форсирования Дуная у Батины и Апатина задействовались освобождавшие Сербию соединения 57-й армии: 5 стрелковых дивизий (19-я; 74-я, 113-я, 233-я, 236-я), 3 гвардейские дивизии (20-я и 73-я стрелковые, 10-я воздушно-десантная), 32-я гвардейская механизированная бригада и ещё несколько артиллерийских, миномётных, гвардейских миномётных и инженерных частей. Силы армии поддерживала авиация 17-й воздушной армии. К операции привлекались части НОAЮ — 7-я, 8-я и 12-я Воеводинские бригады 51-й дивизии, сформированные из партизанских частей, усиленных в результате ускоренной мобилизации и вооружённых советским оружием. Общая численность советских и югославских войск составляла около 90 тысяч человек и около 1200 орудий и миномётов. Наступлением руководил командующий 57-й армией генерал-лейтенант Михаил Николаевич Шарохин.
По имеющимся у командования 57-й армии данным, первоначально оборону на правом берегу Дуная обеспечивали части 2-го и 4-го армейских корпусов венгерской 2-й армии (c 13 ноября подчинены штабу 3-й армии). Позиции от Байи до Батины занимали подразделения 11-го запасного полка, 39-го охранного полка, 16-го пограничного полка, батальона полевой жандармерии. От Батины до устья реки Драва находились 9-й пехотный полк, 54-й пограничный батальон, 1-й речной батальон, до 25 артиллерийских батарей и 30 танков и самоходных артиллерийских установок. В резерве в районе города Печ пребывала 4-я пехотная дивизия, а около Шумарины и Зелено-Поле располагалась предположительно 31-я добровольческая гренадерская дивизия СС.
Реагируя на создание 7 ноября советского плацдарма на правом берегу Дуная, немецкое командование ограничило фронт 68-го армейского корпуса участком, расположенным севернее Дравы. Штаб корпуса передислоцировали в Баранью, сохранив руководство за 2-й танковой армией. 68-му корпусу подчинили все воинские части в секторе от Байи до устья Дравы, так как 2-я венгерская армия пребывала в состоянии разложения и расформирования. Принятые меры позволили освободить штаб группы армий «Юг» от выполнение задач, не связанных непосредственно с обороной Будапешта. Вместе с тем имеющихся в распоряжении 68-го корпуса 31-й добровольческой гренадерской дивизии СС, подразделений 1-го полка дивизии «Бранденбург» и 92-й моторизованной бригады было недостаточно, чтобы пресечь форсирование Дуная соединениями 57-й армии, а на подвозе пребывала только 44-я рейхсгренадерская дивизия.
Для усиления немецкой обороны в период 10—15 ноября в район Батины и Апатина были переброшены 78-й пехотный полк 31-й дивизии СС, 2-й полк дивизии «Бранденбург», 92-я моторизованная гренадерская бригада, отдельный татарский батальон, 131-й артиллерийский полк 44-й рейхсгренадерской дивизии Гроссмейстера Немецкого ордена. 14 ноября в район Батины и Апатина прибыла боевая группа «Ханке» в составе 3 батальонов 13-й горнопехотной дивизии СС «Ханджар» (1200 человек). 16 ноября в район Апатина передислоцирован 8-й пехотный полк венгерской 4-й пехотной дивизии.
Согласно ведомости боевого и численного состава соединений и частей противника по состоянию на 20 ноября перед 3-м Украинским фронтом на направлении города Печ действовали венгерские части: 8-й сапёрный полк (1500 человек), 11-й запасной полк (950 человек), 18-й отдельный моторизованный полк (1200 человек), 39-й полк (1100 человек), 54-й пограничный батальон (750 человек), части Дунайской флотилии (1200 человек); немецкие части: 78-й пехотный полк 31-й дивизии СС (1500 человек), 2-й полк дивизии «Бранденбург» (780 человек), 44-я пехотная дивизия (8500 человек), 92-я моторизованная бригада (1400 человек), отдельный татарский батальон (450 человек), итого 19 330 человек. 
В дальнейшем немецко-венгерские силы пополнили 79-й и 80-й пехотные полки 31-й дивизии СС, 749-й пехотный полк 117-й егерской дивизии, 750-й пехотный полк 118-й егерской дивизии, 99-й горнопехотный полк 1-й горнопехотной дивизии, 1-й полк дивизии «Брандербург», 71-я пехотная дивизия (28 ноября), 1222-й противотанковый дивизион и ещё ряд немецких, венгерских и хорватских частей, срочно переброшенных с территории Венгрии, Хорватии и Италии. Общая численность участвовавших в битве немецких и венгерских войск составляла около 60 тысяч человек и около 200 орудий и миномётов.

## Битва

### 9—14 ноября 1944 года
9 ноября командующий 3-м Украинским фронтом отдал частям 57-й армии боевое распоряжение о подготовке к наступлению, форсированию Дуная от Баи до устья Дравы и захвату плацдарма на правом берегу силами 233-й и 74-й стрелковых дивизий 75-го стрелкового корпуса в районе Апатина и Батины. Дивизиям ставилась задача расширить плацдармы, соединить их сходящимися ударами и к 18 ноября выйти на линию Тополе — Кнежеви-Виногради — Биле.
Одиннадцатого ноября на плацдарм переправились два батальона 703-го полка 233-й дивизий и два батальона 12-й Воеводинской бригады. Преодолев сопротивление немцев, они заняли Батину — важный тактический узел немецкой обороны. Их дальнейшее продвижение было остановлено перед сёлами Драж и Змаевац. В ночь с 11 на 12 ноября на плацдарме были сосредоточены три батальона 703-го полка, две роты 572-го полка, 1-й и 4-й батальоны, а также молодёжная рота 12-й Воеводинской бригады, всего около шести батальонов с пехотным и противотанковым оружием.
Около полудня 12 ноября плацдарм контратаковали части 31-й дивизии СС при поддержке танков и около 20 самолётов — штурмовиков. До наступления темноты они потеснили защитников плацдарма на западную окраину Батины. К концу дня 75-й стрелковый корпус занимал плацдармы в районе Батины до 3,5 км по фронту и до 3 км в глубину, в районе Апатина — до 7 км в глубину и до 12 км по фронту.
В течение ночи с 12 на 13 ноября советско-югославскую боевую группу плацдарма усилили 2-м батальоном 572-го полка, 5-м батальоном 12-й бригады и рядом других подразделений. К утру 13 ноября на плацдарме находились два полка 233-й дивизии и почти вся 12-я Воеводинская бригада, усиленные 31 артиллерийскими орудиями. В течение 14 ноября немцы продолжали штурм села при поддержке артиллерии и авиации, но их атаки были отбиты.
13 ноября командованию 57-й армии и 3-го Украинского фронта стало очевидно, что ввиду сильного сопротивления немцев, больших понесённых потерь и отсутствия незадействованных корпусных резервов, измотанные части первого эшелона 75-го стрелкового корпуса не смогут выполнить поставленную задачу по овладению к 15 ноября линией Тополе — Кнежеви-Виногради — Беле. Штабом 57-й армии было принято решение изменить план операции и ввести в бой части второго эшелона из состава 64-го стрелкового корпуса. Его командованию переподчинялась и 233-я дивизия 75-го корпуса, уже сражавшаяся на Батинском плацдарме. Корпусу была поставлена задача обеспечить прорыв немецкой обороны на направлении Батина — Змаевац и до 15 ноября овладеть линией Тополе — Кнежеви-Виногради. Для этого в бой срочно вводились 19-я и 113-я стрелковые дивизии, дислоцированные в районе Сомбора.
Измотанную и поредевшую 12-ю бригаду предстояло сменить свежей и пополненной 7-й Воеводинской ударной бригаде. Учитывая принятые немцами меры по укреплению своей обороны, штаб 57-й армии ускорил переброску в район Бездана 9-й артиллерийской дивизии. По новому плану операции, 75-й корпус усиливался 236-й дивизией из армейского резерва и 8-й Воеводинской бригадой, которая перебрасывалась на Апатинский плацдарм.
После соединения плацдармов, 75-му корпусу надлежало продолжить наступление в направлении города Бели-Манастир, во взаимодействии с главными силами 57-й армии овладеть Беломанастирской грядой и обеспечить выход на широкий простор для обеспечения наступления 3-го Украинского фронта в Венгрии. Авиации 17-й воздушной армии была поставлена задача усилить поддержку наступления наземных сил. Данная корректировка плана операции и перегруппировка войск создавали реальные условия для достижения преимущества наступающих в живой силе и технике.
13 и 14 ноября полки 73-й гвардейской дивизии 64-го стрелкового корпуса и подразделения 7-й Воеводинской бригады переправлялись через Дунай и сразу с понтонов и лодок отправлялись в переднюю линию для отражения немецких контратак. Утром 14 ноября обстановка на плацдарме оставалась критичной. Немцы продолжали сильные контратаки, стремясь сбросить переправившиеся войска в Дунай. Начав боевые действия по расширению плацдарма, 73-я гвардейская дивизия и 7-я Воеводинская бригада встретила упорное сопротивление противника. В течение 14—15 ноября они продвинулись всего лишь на 1—1,5 км и к исходу 15 ноября были остановлены перед высотой 205 и железнодорожной станцией Батина. Части 233-й стрелковой дивизии и 12-й Воеводинской бригады, ослабленные предыдущими боями, также не имели значительного продвижения. К исходу 15 ноября дивизия вела бои на рубеже 600 м восточнее села Драж — северные скаты высоты 205. Пятнадцатого ноября части 73-й гвардейской и 233-й дивизии отразили 12 контратак силою до батальона при поддержке 20—25 танков и авиации. На Апатинском плацдарме немцы также остановили продвижение частей 74-й дивизии. Боевые действия соединений 64-го и 75 корпусов показали, что противник подтянул резервы и создал прочную оборону. Для расширения плацдармов необходимо было организовать наступление с прорывом подготовленной обороны противника.
К рассвету 16 ноября на плацдарм переправили оставшиеся стрелковые подразделения 233-й и 73-й дивизий, а также 7-й Воеводинской бригады. Таким образом, до конца 16 ноября штаб 57-й армии ввёл в сражение оба корпуса: 64-й и 75-й, а 51-я Воеводинская дивизия — 12-ю и 7-ю бригады в районе Батины, а 8-ю — в районе Апатина.
Все эти и последующие дни на плацдармах, особенно у Батины, шли интенсивные, тяжёлые бои, в которых задействовались значительные силы с обеих сторон, часто доходившие до рукопашных схваток. 16 ноября солдаты 209-го гвардейского полка 73-й дивизии и 3-го батальона 7-й Воеводинской бригады, после четырёхдневных боёв заняли на севере Батины важную высоту 169 (прозванную бойцами «страшной» и «кровавой»). Полностью вновь овладеть Батиной частям 57-й армии и 51-й Воеводинской дивизии удалось только 19 ноября. После потери Батины и отхода на новую линию, штаб немецкого 68-го корпуса был вынужден перейти к обороне. Шестидневный штурм плацдарма завершился для немецких частей неудачей.

### 15—24 ноября 1944 года
19 ноября части 57-й армии перешли в наступление с целью прорыва немецкой обороны. Основные события на Батинском плацдарме происходили на направлении населённого пункта Кнежеви-Виногради, где 73-я и 233-я дивизии штурмовали немецкие укрепления. Одновременно, 236-я дивизия и 1-й батальон 8-й Воеводинской бригады, переправившиеся 18 ноября на плацдарм севернее Апатина, вели бои в направлении сёл Моньорош и Александров-Дворац. К 22 ноября на правый берег перешли оставшиеся подразделения 236-й дивизии и 8-й бригады, а на следующий день, общим ударом всех своих сил 73-я дивизия совместно с 7-й бригадой 51-й дивизии овладели селом Змаевац, 8-я бригада заняла Моньорош, а 233-я дивизия — Драж.
В этот же день, 22 ноября, после артиллерийской подготовки с применением 1100 орудий и миномётов, 64-й и 75-й корпуса ввели в бой войска второго эшелона и всеми силами приступили к взламыванию немецкой обороны. 19-я дивизия штурмом овладела селом Гайич и продолжила продвижение в направлении населённых пунктов Тополе и Дубошевици, в обход 44-й рейхсгренадерской дивизии, оборонявшей Беломанастирскую гряду. Используя успех своего правого соседа, 113-я дивизия прорвалась вглубь немецкой обороны и достигла района её артиллерийских позиций. Оборона немцев была сломлена. В это время 73-я гвардейская стрелковая дивизия, атакуя с южной стороны Беломанастирской гряды, при поддержке своей артиллерии и самоходных артустановок прорвала немецкую оборону на дороге Драж — Змаевац и вышла с юга к высоте 206.
В полдень 22 ноября, действуя в первом эшелоне 75-го корпуса, 8-я Воеводинская бригада после четырёх дней «нечеловеческих» усилий, прорвала фронт дивизии «Бранденбург» на апатинском фланге и продолжила движение к Кнежеви-Виногради. Наступавшие слева от неё 74-я и 236-я дивизии заняли Александров-Дворац и вышли к сёлам Луг и Граховац, где проходила вторая линия немецкой обороны. Таким образом, Апатинский плацдарм был расширен на 10 км по фронту и 5 км в глубину. От Батинского плацдарма его отделяли всего 2 км. Это поставило под угрозу фланг и тыл немецких частей, действовавших против Батинского плацдарма и вынудило их быстро отойти с Беломанастирской гряды.
68-й армейский корпус, израсходовав все резервы, был вынужден перейти к мобильной обороне и бросал в бой каждое новое подкрепление. Тем не менее, продвижение советских 19-й, 113-й стрелковых и 73-й гвардейской дивизий, 7-й и 8-й воеводинских бригад и 75-го корпуса на линии Вардарац — Кнежеви-Виногради полностью поставили под угрозу фланги и тыл 68-го немецкого корпуса. В таких обстоятельствах немецкое командование дало приказ о постепенном отступлении. 23 ноября соединились фланги 64-го и 75-го корпусов, а 7-я и 8-я воеводинские бригады вышли к Кнежеви-Виногради. Советские и югославские войска овладели рубежом Дубошевица, Бранина, Кнежеви-Виногради, Брестовац, соединив Батинский и Апатинский плацдармы в один общий размером 30 км по фронту и 15—20 км в глубину. Немцы были сбиты с выгодных позиций и отступали. Этим завершился второй этап битвы, по оценке югославского историка Младенко Цолича, ознаменовавший конец самых драматических боёв на плацдарме в Баранье, в которых советские и югославские солдаты противостояли наиболее сильным контрударам немецких войск в ходе Батинской операции.

### 25—29 ноября 1944 года
Утром 25 ноября в бой был введен 6-й гвардейский стрелковый корпус в составе 10-й гвардейской воздушно-десантной и 20-й гвардейской стрелковой дивизий, усиленных артиллерией 57-й армии и 3-го Украинского фронта. После сильной артиллерийской подготовки корпус к вечеру 26 ноября прорвал «тонкую» оборону 31-й дивизии СС. В образовавшийся прорыв была введена 32-я гвардейская механизированная бригада. Пользуясь отвлечением немецких сил к плацдарму, 4-я гвардейская армия в ночь на 25 ноября форсировала силами одной дивизии Дунай южнее города Мохач. 26 ноября части 4-й гвардейской армии овладели Мохачем и соединились с войсками 57-й армии. 27 ноября была установлена разграничительная линия между войсками 57-й и 4-й гвардейской армий, что позволило все усилия 57-й армии сосредоточить на направлении Печ, Капошвар и Надьканижа. Развивая наступление, 6-й гвардейский стрелковый корпус совместно с 32-й механизированной бригадой в ночь на 29 ноября штурмом взяли важный промышленный центр город Печ.
29 ноября 51-я Воеводинская дивизия сменила советские части на позициях по левому берегу Дравы от устья до села Торянци и приняла на себя задачу обеспечения левого фланга 3-го Украинского фронта. Наряду с этим, согласно директиве ГШ НОАиПО Воеводины ей предстояло поддержать действия 6-го Славонского и 10-го Загребского корпусов НОАЮ в тылу немецких войск на Сремском фронте и в Подравине.
В этот же день приказом Верховного Главнокомандующего объявлена благодарность войскам, участвовавшим в боях при форсировании Дуная и прорыве обороны противника, в ходе которых были освобождены Батасек и другие города, а в Москве дан салют 20 артиллерийскими залпами из 224 орудий.
В оперативной сводке Совинформбюро за 29 ноября 1944 года сообщалось:

Войска 3-го Украинского фронта, перейдя в наступление, форсировали Дунай севернее реки Драва, прорвали оборону противника на западном берегу Дуная и, продвинувшись в глубину до 40 километров, расширили прорыв до 150 километров по фронту.
В ходе наступления войска фронта овладели городами и крупными узлами коммуникаций Печ, Батасек, Мохач и с боями заняли более 330 других населённых пунктов, в числе которых крупные населённые пункты Бата, Шомберек, Ланьчок, Дубошевица, Батина, Змаевац, Кнежеви-Виногради, Луг, Дарда, Морадь, Веменд, Хемешхаза, Липтод, Немет-Боль, Херцег Тетеш, Бели-Манастир, Ягодняк, Альшо-Нана, Фекед, Алат Варашд, Катой, Печ-Удвард, Вилань, Харшань, Беременд, Болман и железнодорожные станции Морадь, Бата, Палота-Бошок, Фекед, Немет-Боль, Вилань, Харшань, Беременд, Ширине, Бели-Манастир, Змаевац, Батина, Чеминац, Дарда.
На других участках фронта — поиски разведчиков и в ряде пунктов бои местного значения.

## Итоги сражения

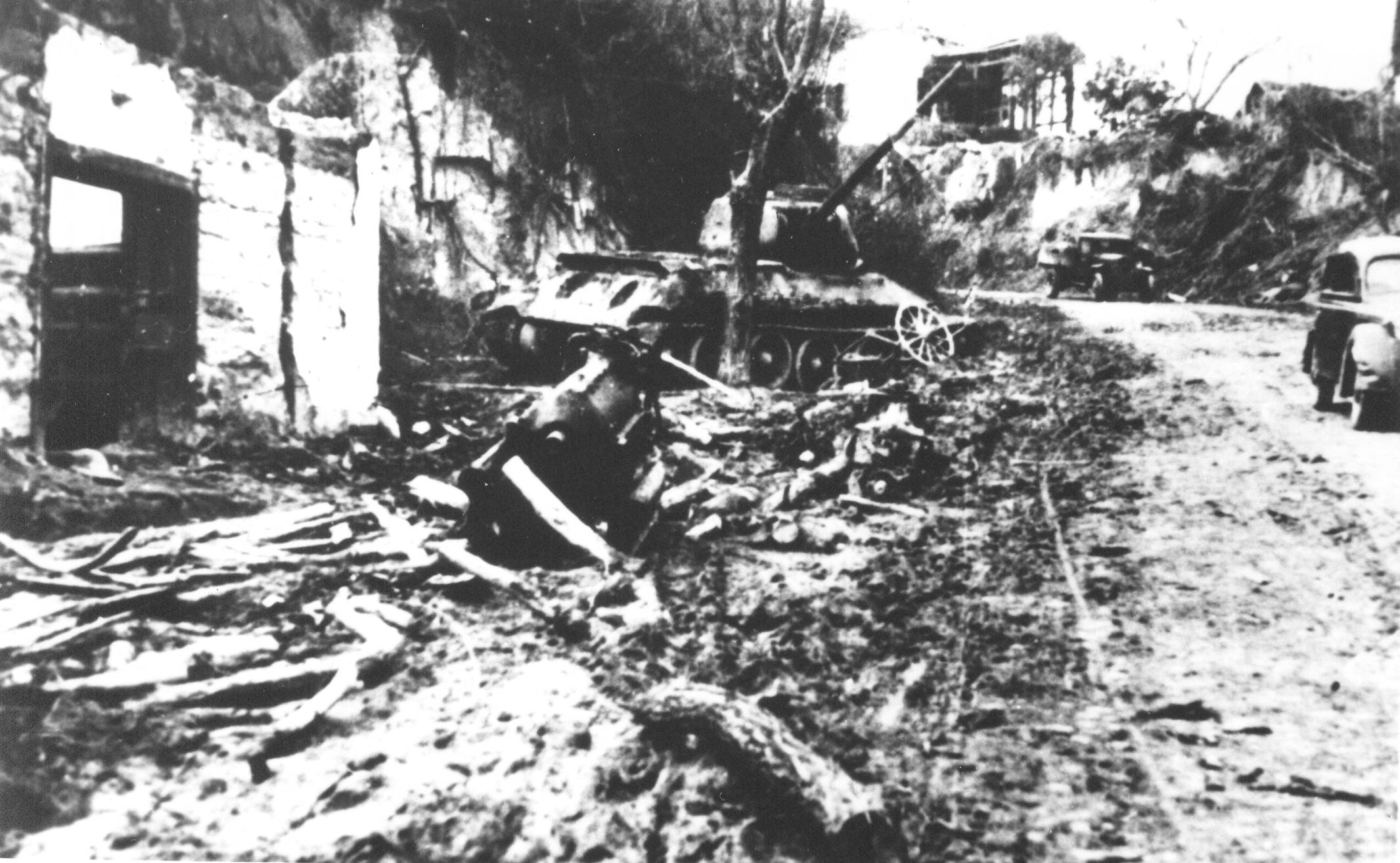
Батина после битвы, 30 ноября 1944 года

Войска 3-го Украинского фронта к концу ноября 1944 года форсировали Дунай и овладели на его правом берегу оперативным плацдармом до 100 км по фронту и 50—70 км в глубину, выполнив тем самым директиву Ставки Верховного Главнокомандования.
Следствием победного завершения сражения у Батины и Апатина стало создание условий для наступления 3-го Украинского фронта в Будапештской операции. Освобождение Бараньи и выход 12-го корпуса НОАЮ на левый берег Дравы на широком участке фронта от города Осиек до города Дони-Михоляц создали угрозу немецким силам на Сремском фронте и оперативные преимущества югославским войскам, открывая им возможность нанесения удара в тыл немецких войск. Это преимущество получило ещё большее развитие после образования Вировитицкого плацдарма, обеспечившего непосредственное соединение войск 12-го Воеводинского корпуса и левого крыла 57-й армии 3-го Украинского фронта с 6-м Славонским и 10-м Загребским корпусами НОАЮ на освобождённой территории Славонии, а позже и при подготовке операции на Сремском фронте в апреле 1945 года, когда НОАЮ удалось ценой максимального напряжения и при поддержке Красной армии совершить прорыв немецкой обороны.
Боевые действия 57-й армии в районе Батины в ноябре 1944 года отвлекли до четырёх немецких дивизий из Югославии, оказав значительную помощь НОАЮ в освобождении страны от захватчиков.
Бои на плацдармах сопровождались значительными людскими потерями. Советская военная историография не приводит отдельных сведений о потерях 57-й армии в боях Батинской битвы за период с 7-го по 29 ноября. Вместе с тем, представление о величине этих потерь даёт статистика итогов Апатин-Капошварской операции, согласно которым, за время с 7 ноября по 10 декабря 1944 года в 57-й, 4-й гвардейской и 17-й воздушной армиях были убиты, ранены и пропали без вести 32 250 человек, в том числе безвозвратные потери составили 6790 человек, санитарные — 25 460 человек, среднесуточные потери — 948 человек. По данным военного историка Николы Божича, только в госпиталях Сомбора в период с 25 октября по 10 декабря 1944 года умерло 1387 советских тяжелораненых солдат. Кроме того, общие потери 3-го Украинского фронта за период 1—30 ноября 1944 года составляют 19 840 человек, в том числе 1468 человек офицерского состава, 3048 человек сержантского состава и 15 324 человек рядового состава. Из них убито: 248 человек офицерского состава, 463 человек сержантского состава и 1930 человек рядового состава; пропало без вести: 20 человек офицерского состава, 39 человек сержантского состава, 214 человек рядового состава; попало в плен: 1 офицер, 2 сержанта и 24 рядовых. Отчёт 57-й армии о потерях за ноябрь 1944 года содержит данные о 2 002 убитых, 214 пропавших без вести и 9 353 раненых.
В ходе боёв на плацдарме 51-я Воеводинская дивизия потеряла убитыми 416 человек, ранеными — 850 человек, 190 человек пропали без вести. Послевоенные исследования дают большую численность погибших — 646 человек, а число безвозвратных потерь оценивается до 750 человек.
Согласно сведениям об уроне, нанесённом противнику войсками 3-го Украинского фронта за 1—30 ноября 1944 года, было убито 19 898 человек, взято в плен 6726 человек. Немецкие данные о потерях 2-й танковой армии за ноябрь 1944 года сообщают о 742 убитых, 2862 раненых и 899 пропавших без вести. Однако, по оценке историка Гая Трифковича, эти числа не малые, но не отвечают интенсивности и ожесточённости боёв с превосходящими силами войск 3-го Украинского фронта, а также не согласуются со свидетельствами участников сражения. В западных публикациях часто цитируются немецкие документы о батальонах, сократившихся к 22 ноября до численности 130 человек личного состава. Так, в дивизии «Бранденбург» осталось 130 солдат. Хотя в отчёте 13-й дивизии СС «Ханджар» указано, что по первой категории было потеряно 77 человек, по второй — 126, а в третьей — 9, летописец соединения Георг Лепре утверждает, что из 1200 солдат боевой группы «Ханке», участвовавших в битве, в итоге осталось только 200. Несоответствие статистики вермахта более отчетливо проявляется на примере 31-й добровольческой дивизии СС «Бачка». Здесь говорится о потере 24 человек убитыми, 136 человек ранеными и 1 человека пропавшим без вести. Однако, по убеждению Трифковича, эти данные могут показывать только часть потерь, так как три батальона 31-й дивизии до начала декабря были «почти полностью уничтожены», а её остатки отведены на переформирование. К концу ноября 68-й армейский корпус уже проявлял «признаки расстройства», а по данным историка Карла Хниликка войска группы армий «Ф» утратили в боях октября — ноября 1944 года свыше 50 тысяч человек убитыми, ранеными и попавшими в плен. Потери вооружения и военной техники соответствовали оснащению почти 3—4 дивизий. В этой связи фельдмаршал фон Вайкс предложил расформировать сильно поредевшие части для пополнения оставшихся соединений. Венгерские части по итогам битвы были в основном рассеяны.

## Историография Батинской битвы
В послевоенной историографии боям за Батинский плацдарм длительное время не уделялось достаточно внимания по причинам, в первую очередь политического характера, порождённым сложными двухсторонними отношениями между руководством СССР и СФРЮ. Югославская историография после 1948 года старалась доказать тезис о «самоосвобождении», недооценивая роль Красной армии даже в боях за освобождение Белграда. Здесь долго избегали ненужной разработки темы о «дунайском Сталинграде». Такой подход к теме изменился с конца 70-х годов с выходом монографии о Батинской битве и других публикаций, исследовавших данные события. Советские историки аналогично не выделяли Батинскую битву как нечто особо значимое, так как она сливалась с Будапештской операцией. Опубликованная в СССР в 1961 году специализированная статья об операции по форсированию реки Дунай и захвату плацдармов у Батины и Апатина не затрагивала роль, задачи и действия союзных частей 51-й Воеводинской дивизии.
По заключению сербского историка Гая Трифковича, советские и югославские публикации не содержат существенных отличий изложения общего хода битвы. Вместе с тем Трифкович отмечает некоторые спорные и недостаточно исследованные аспекты событий. Так, штабные журналы боевых действий 57-й армии и её соединений почти не содержат сведений о деятельности 51-й дивизии НОАЮ в районе Батины и Апатина, чья роль в битве хотя и была относительно скромной, но всё же большей, чем в октябрьских боях к северу от Дуная. В журнале боевых действий штаба 57-й армии говорится, что 14 ноября 1944 года 299-я стрелковая дивизия передала участок между Бачка-Паланкой и Нови-Футогом «частям 3-й пд НОАЮ». О присутствии югославских войск в журнале 75-го стрелкового корпуса упоминает только запись о немецкой контратаке от 12 ноября, в результате которой противник потеснил левый фланг 233-й сд, «подразделения 12-й бригады НОАЮ» и занял железнодорожную станцию Батина. Штаб 64-го стрелкового корпуса лишь отметил, что 9 ноября им установлена связь с дивизией «Воеводина». Нет упоминаний о действиях 7-й Воеводинской ударной бригады в районе Беломанастирской гряды, где её батальоны находились на левом фланге 73-й гвардейской стрелковой дивизии, хотя присутствие бригады подтверждается сделанной в штабе гвардейцев схемой расположения, приложенной к ежедневному отчёту от 18 ноября. Причину этого историк видит в том, что несмотря на провозглашаемое на высоком уровне «содействие» и «сотрудничество», на тактическом уровне для советских офицеров части НОАЮ были вспомогательными войсками, своего рода «усилением» для их собственных поредевших стрелковых батальонов, поэтому партизан в отчётах особенно не выделяли.

## Оценки историков

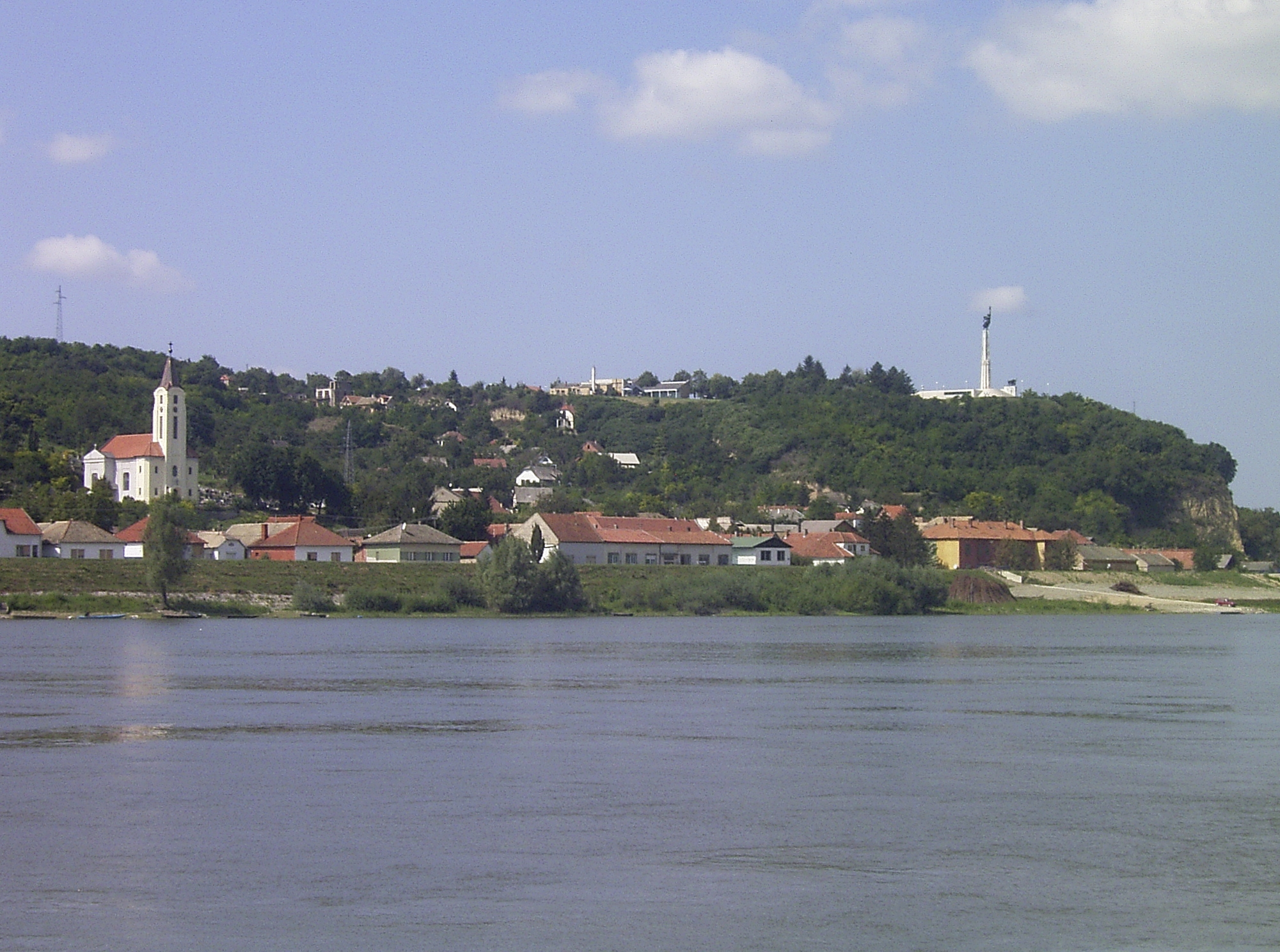
Батина

Историк А. Ю. Тимофеев называет Батинскую битву самым крупным сражением Второй мировой войны на территории Югославии. Участники битвы и сопровождавших её десантных операций считали их самыми тяжёлыми боями на югославской земле. Военный историк Младенко Цолич пишет, что Батинская операция по своему характеру, организации, подготовке и чрезвычайно тяжёлым и сложным условиям проведения бесспорно относится к разряду основных и тяжелейших наступательных операций. Численность немецкой группировки на правом берегу Дуная от устья Дравы до Байи к началу операции составляла около 30 тысяч солдат, а в конце — около 60 тысяч. Наступавшим советским и югославским войскам противостояли значительные, а на отдельных этапах сражения — очень сильные боевые группировки немцев и их союзников. Так, в период с 19 по 23 ноября на Батинском плацдарме, не превышающем по фронту 3—4 километра, в секторе между сёл Драж и Змаевац действовали с одной противоборствующей стороны три дивизии Красной армии и одна бригада НОАЮ, а с другой — немецкие две дивизии и моторизованный батальон. На этом небольшом участке фронта были задействованы около 1000 советских и югославских артиллерийских орудий и миномётов, а также немецкие — два артиллерийских полка и свыше 50 танков и самоходных орудий. Это была одна из наибольших концентраций сил пехоты и артиллерии в операциях Второй мировой войны.
Сложность операции определялась форсированием Дуная войсками 75-го стрелкового корпуса сходу на широком участке фронта, без планомерной подготовки и до подхода всех частей 57-й армии. Из-за недостатка переправочных средств накапливание сил и боевой техники на плацдармах проходило медленно. Пользуясь этим, немецкое командование смогло быстро подтянуть резервы и уплотнить оборону перед плацдармом. По этой причине, в первые 18 дней и ночей 23-х дневного периода операции шли тяжёлые бои за овладение оперативным плацдармом на участке от Батины до Апатина. Когда стало очевидно, что расчёт на внезапность не дал ожидаемых результатов, пришлось на ходу корректировать первоначальный план. Вместе с тем, если бы форсирование Дуная было отложено до сосредоточения главных сил армии, противник получил бы возможность перебросить резервы с других направлений, что потребовало бы более длительного времени на организацию форсирования и привело бы к немалым потерям.
Насколько кровавыми и тяжёлыми были бои за плацдармы, свидетельствует число потерь и награжденных званием Героя Советского Союза: «высшей степенью отличия… за личные… заслуги перед советским государством, связанные с совершением геройского подвига». По данным А. Ю. Тимофеева, всего за участие в боях на территории Югославии в годы Второй мировой войны звание Героя получили 66 советских военнослужащих. Из этого числа за героизм в ходе операции по форсированию Дуная в районе города Апатин — 11 человек, а за форсирование Дуная в районе села Батина — 19 человек. Кроме того, ещё 2 человека получили медаль «Золотая Звезда» за подвиги, совершённые в боях по расширению плацдармов. Всего за подвиги во время Батинской битвы звание Героя Советского Союза было присвоено 32 военнослужащим Красной армии.

## Память

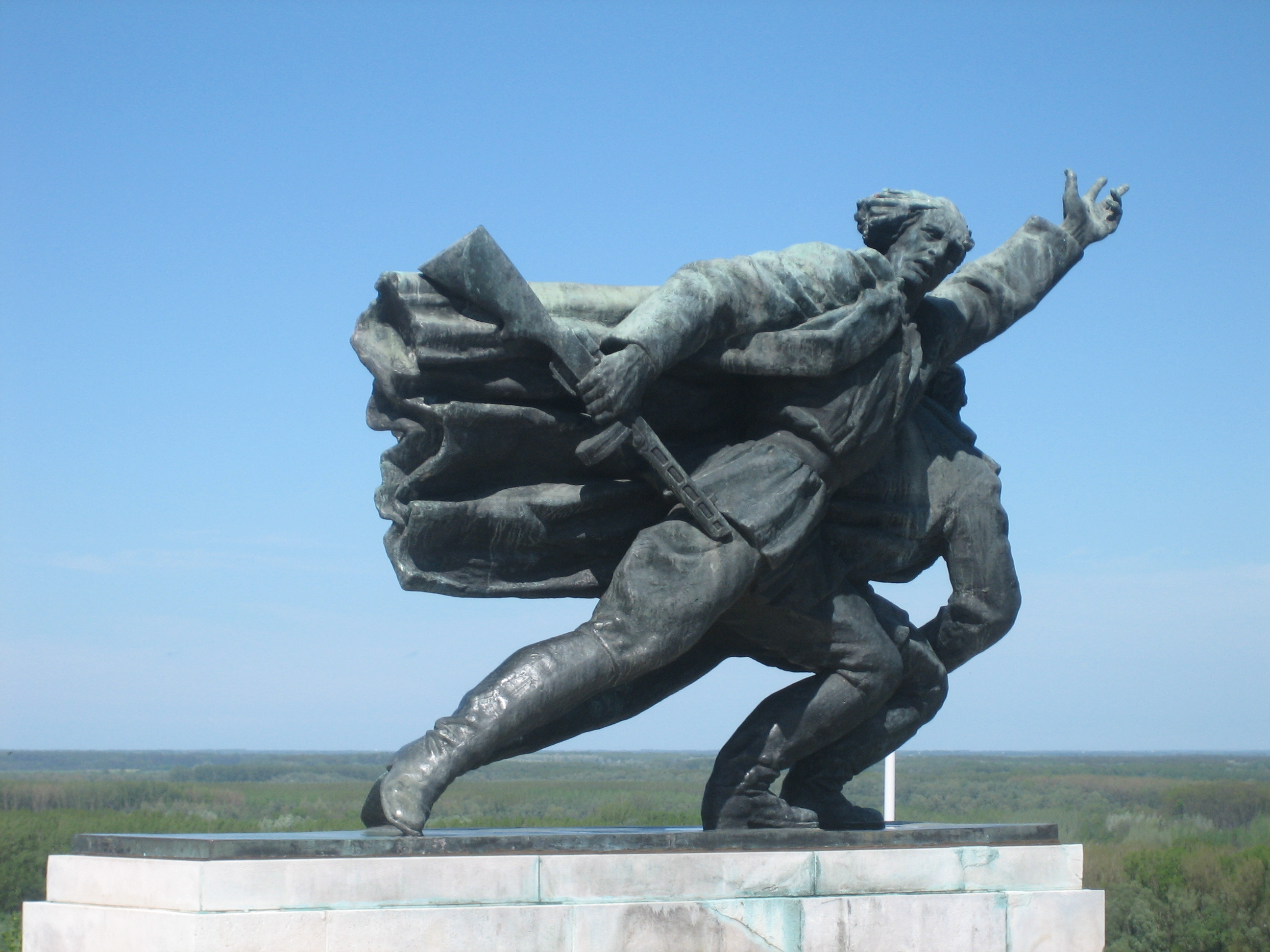
Бронзовая скульптурная группа монумента мемориального комплекса «Батинская битва», изображающая атакующих красноармейцев

В память о павших воинах Красной армии в 1947 году на месте сражения на холме (т. н. «кровавая» высота 169) в северной части села Батина был воздвигнут величественный монумент, венчаемый скульптурой «Победа» работы скульптора Антуна Аугустинчича общей высотой 26.5 метров. Памятник состоит из трёх частей: скульптуры «Победа», пятиугольного обелиска с пятью скульптурными фигурами воинов и выдвинутой вперед бронзовой скульптурной группы, олицетворяющей атакующих бойцов Красной армии.
В 1976 году здесь открыт мемориальный комплекс «Батинская битва», куда входят памятник Красной армии «Победа», мемориальный дом с двумя выставочными залами и постоянной музейной экспозицией о Батинской битве, а также Мемориальный парк с братской могилой, где покоятся останки 1297 солдат Красной армии.
11 ноября 2017 года торжественно открыт после ремонта созданный в 1981 году музей Батинской битвы, расположенный на берегу Дуная около села Бездан.

### Комментарии
1. ↑  В монографии Николы Божича приведен поименный список из 646 погибших югославских солдат, а число безвозвратных потерь оценивается до 750 человек. Существенные расхождения с данными оперативных отчтов о потерях частей 51-й дивизии автор объясняет проблемами учёта, так как дивизия формировалась и пополнялась непосредственно перед и во время боёв[2].
2. ↑  Согласно директиве Ставки Верховного Главнокомандования от 18 октября 1944 года за № 220244, командующему 3-м Украинским фронтом был дан приказ вывести один стрелковый корпус в составе трёх стрелковых дивизий на северный берег реки Дунай и не позднее 25—27 октября 1944 года занять силами этого корпуса оборону по Дунаю на участке Сомбор — Нови-Сад с целью прикрытия левого крыла войск 2-го Украинского фронта[7].
3. ↑  51-я Воеводинская дивизия сформирована 31 октября 1944 года в составе 7-й, 8-й и 12-й Воеводинских бригад. Первоначально получила название 3-й Воеводинской дивизии, однако 13 ноября была переименована в 51-ю дивизию НОАЮ (Воеводинскую). 11 ноября пополнилась новосформированной 14-й Воеводинской Словацкой бригадой. 12 ноября в дивизии создали артиллерийскую бригаду. Дивизия также имела сапёрный батальон, батальон связи, химическую и транспортную роты, дивизион тяжёлого оружия, дивизион зенитной артиллерии, медсанбат и другие подразделения. 18 ноября её пополнили запасным батальоном. По состоянию на 31 октября 1944 года дивизия насчитывала свыше 5000 человек, а на 19 ноября 1944 года — 9582 человека, среди них 425 женщин. Дивизия получила советское оружие. 14 ноября она имела 4819 винтовок, 1200 автоматов, 414 ручных пулемётов, 113 станковых пулемётов, 82 миномёта и 21 артиллерийское орудие разных калибров (не считая орудий артиллерийской бригады). По вооружению и численности личного состава дивизия относилась к числу наиболее сильных соединений НОАЮ. Вместе с тем только 1/5 часть её солдат имела боевой опыт. Около 1000 человек были бывшими домобранами, перешедшими на сторону НОАЮ в сентябре 1944 года[9].
4. ↑  31-я добровольческая дивизия СС насчитывала 14 800 человек, но большая её часть не получила достаточной подготовки, а 8000 человек не были вооружены. Соединение не имело артиллерийского вооружения. В конце октября боеспособными были определены 1370 человек. 2 ноября дивизию усилили зенитными подразделениями. Штаб дивизии располагался в Мохаче[20].
5. ↑  44-й пехотный резервный полк состоял из четырёх батальонов в полной комплектации, но не прошёл достаточной подготовки. Из артиллерийского вооружения полк имел 3 противотанковые орудия и 2 тяжёлых миномёта[20].
6. ↑  С 23 октября боевая группа под названием «Кюльвайн», составленная из подразделений моторизованной дивизии «Бранденбург», заняла позиции от Батины до устья Дравы. Здесь к ней присоединились другие части дивизии (1-й батальон 2-го пехотного полка и подразделения 1-го пехотного полка из Белграда). Группа получила новое обозначение — БГ дивизии «Бранденбург». Её командный пункт располагался в селе Дарда. После корректировки линии разграничения между группами армий от 26 октября позиции БГ «Бранденбург» пролегали примерно от Осиека до Кнежеви-Виногради[22].
7. ↑  Численность бригад 51-й Воеводинской дивизии составляла: 7-я бригада - 2 154 бойцов, 8-я бригада — 2 775 бойцов, 12-я бригада — около 2 500 бойцов. Кроме них в состав дивизии входили кавалерийский эскадрон и противотанковый артиллерийский дивизион[3].
8. ↑  Первоначально БГ «Бранденбург» состояла из двух пехотных батальонов и подразделений дивизиона ПВО дивизии «Бранденбург» и насчитывала 14 ноября 1944 года около 1200 человек под командованием Германа Шульте-Хойтхауса. В качестве подкрепления их до 18 ноября усилили 3-м батальоном 1-го полка[42].
9. ↑  В отличие от сведений советских архивных документов, Гай Трифкович сообщает об участии в Батинской битве трёх пехотных батальонов 1-го полка «Бранденбург»[42].
10. ↑  Апатинский плацдарм был крайне невыгоден для наступательных действий. Дорог на плацдарме не было. Зыбкая почва проваливалась под ногами. Учитывая характер местности, главная немецкая линия обороны в данном районе проходила в районе дамбы. В условиях очень сложной, заболоченной местности, покрытой местами водой слоем до одного метра, увязая в болоте, бойцы 74-й Белгдаской стрелковой дивизии ещё 10 дней отбивали здесь немецкие контратаки и пробивали первую и главную линию немецкой обороны вдоль дамбы[18][49]. Вместе с тем историк Гай Трифкович отмечает, что оборонявшиеся здесь подразделения БГ «Бранденбург» «без особых затруднений» удерживали оборону, так как в течение десяти дней на их участке было тихо, в то время как ожесточённые бои происходили в районе Батины. Лишь 18 ноября советские войска и партизаны возобновили здесь свои атаки с помощью огнемётов, при поддержке штурмовиков и непрерывного артиллерийского огня[42].
11. ↑  Переправа через Дунай подразделений 12-й Воеводинской бригады затянулась с 11 ноября до ночи с 14 на 15 ноября. Из-за медленной и затянувшейся переброски сил (три дня и четыре ночи) подразделения вводились в бой по отдельности, что снизило боевой потенциал бригады и помощь полкам 233-й дивизии[50].
12. ↑  73-я гвардейская дивизия к началу боёв на плацдарме не получила пополнения и насчитывала в своем составе около 5500 человек. Численность её батальонов составляла от 250 до 300  человек. Командовал дивизией опытный генерал Герой Советского Союза Семён Антонович Козак, получивший это высокое звание за успешное форсирование дивизией Днепра, прочное закрепление и расширение плацдарма на западном берегу и проявленные при этом отвагу и мужество[52].
13. ↑  12-я бригада была отведена с плацдарма по понтонному мосту в ночь на 17 ноября для отдыха и пополнения[3].
14. ↑  Во втором эшелоне 64-го корпуса состояла 113-я, а 75-го корпуса — 236-я стрелковые дивизии[53].
15. ↑  Божич Никола. Батинская битва. — Белград, 1978 год[66].

### Книги
- Гостони, Петер. Кровавый Дунай. Боевые действия в Юго-Восточной Европе. 1944—1945. — М.: Центрполиграф, 2013. — ISBN 978-5-9524-5068-4.
- Михайлик, Александр Георгиевич. История боевых действий Красной Армии на территории Венгрии (сентябрь 1944 — апрель 1945 гг.) // Диссертация на соискание ученой степени доктора исторических наук. — Воронеж : Воронежский государственный педагогический университет, 2016. — 542 с.
- Директива Ставки ВГК № 220244 Командующему войсками 3-го Украинского фронта о мерах по прикрытию левого крыла 2-го Украинского фронта // Русский архив: Великая Отечественная. Ставка ВГК: Документы и материалы 1944–1945.. — М.: Терра, 1999. — Т. 16. — С. 160. — ISBN 5–300–01162–2.
- Тимофеев А. Ю. Русский фактор. Вторая мировая война в Югославии. 1941—1945. — М.: Вече, 2010. — 400 с. — ISBN 978-5-9533-4565-1.
- Штеменко, С. М. Генеральный штаб в годы войны. Освобождение Европы. — М.: Вече, 2014. — Т. 2. — 524 с. — ISBN 978-5-4444-2346-2.
- Božić, Nikola. Batinska bitka. — Beograd: Izdavačka organizacija «Rad», 1978.
- Colić, Mladenko. Pregled operacija na jugoslovenskom ratištu: 1941—1945. — Beograd: Vojnoistorijski Institut, 1988. — 493 с.
- Hnilicka, Karl. Das Ende auf dem Balkan 1944/45. Die militärische Räumung Jugoslaviens durch die deutsche Wehrmacht. — Göttingen • Zürich • Frankfurt: Musterschmidt, 1970.
- Lepre, George. Himmler's Bosnian Division: The Waffen-SS Handschar Division, 1943—1945. — Atglen, (PA): Schiffer Military History, 1997. — ISBN 0-7643-0134-9.
- Niehorster, Leo W. G. The Royal Hungarian Army, 1920-1945: Organization and history (англ.). — Axis Europa Books, 1998. — 313 p. — ISBN 9781891227196.
- Pencz, Rudolf. For the Homeland: The 31st Waffen-SS Volunteer Grenadier Division in World War II. — Mechanicsburg, PA: Stackpole Books, 2010. — ISBN 978-0-8117-3582-7.
- Schmider, Klaus. Der jugoslawische Kriegsschauplatz als Eckpfeiler der südlichen Ostfront (Oktober 1944 bis Mai 1945) // Die Ostfront 1943/44 : Der Krieg im Osten und an den Nebenfronten (нем.) / Frieser, Karl-Heinz. — Stuttgart: Deutsche Verlags-Anstalt, 2007. — Bd. 8. — S. 1009—1088. — ISBN 978-3-421-06235-2.
- Trifković, Gaj. Sea of Blood. A Military History of the Partisan Movement in Yugoslavia 1941-45 (англ.). — Helion & Co Ltd, 2022. — P. 448. — ISBN 9781914059940.
- Ungváry, Krisztián. Kriegsschauplatz Ungarn // Die Ostfront 1943/44 : Der Krieg im Osten und an den Nebenfronten (нем.) / Frieser, Karl-Heinz. — Stuttgart: Deutsche Verlags-Anstalt, 2007. — Bd. 8. — S. 849—960. — ISBN 978-3-421-06235-2.

### Статьи
- Шарохин М.  Н., Петрухин В.  С. Форсирование Дуная войсками 57-й армии и захват оперативного плацдарма в районе Батины // Военно-исторический журнал : журнал. — М., 1961. — Вып. 2. — С. 25—36.
- Barić, Nikica. Pučko-ustaški zbor generala Metzgera i općenarodna obrana u NDH krajem Drugog svjetskog rata (хорв.) // Časopis za suvremenu povijest : журнал. — Zagreb: Hrvatski institut za povijest, 2000. — Vol. 32, br. 1. — Str. 29-49.
- Trifković, Gaj. Operacije Crvene armije u sjevernoj Jugoslaviji 1944—1945. Iz sovjetskih dokumenata (серб.) // Vojno-istoriski glasnik : Военно‐исторический журнал. — Beograd: Institut za strategijska istraživanja, 2017. — Бр. 2. — С. 205—233. — ISSN 0042-8442.
- Trifkovic, Gaj. «Brandenburg» vs Yugoslavia 1941—1945 (англ.) // Војноситоријски гласник : журнал. — Белград: Институт за стратегијска истраживања, 2021. — Iss. 2. — P. 84—120. — ISSN 0042-8442.

### Веб-ресурсы
- Журнал боевых действий войск штаба 57 А : 01—30 ноября 1944 года. Память народа 1941—1945. МО РФ (1944). Дата обращения: 21 января 2021.
- Сводки Совинформбюро за ноябрь 1944 года. Солдат.ru. Ивлев, Игорь Иванович. Дата обращения: 21 января 2021.